# Gilles Villeneuve
Joseph Gilles Henri Villeneuve (Gilles Villeneuve), kanadski dirkač Formule 1, * 18. januar 1950, Richelieu, provinca Quebec, Kanada, † 8. maj 1982, Zolder, Belgija. 
Kot ljubitelj avtomobilov in dirkanja že v mladosti, je začel profesionalno kariero dirkača v seriji dirk po snegu v rodni provinci Quebec. Kasneje se je preselil v enosedežne dirkalnike, osvojil ameriško in kanadsko prvenstvo Formule Atlantic in nato mu je McLaren leta 1976 ponudil dirko v Formuli 1 na Veliki nagradi Velike Britanije 1977. Za preostanek sezone ga je najel aktualni prvak Ferrari v šele peti sezoni profesionalnega dirkanja v kateri koli seriji. V Ferrariju je ostal do svoje smrti v sezoni 1982, do katere mu je uspelo v kratki karieri osvojiti šest zmag. V sezoni 1982 je končal kot drugi v prvenstvu za moštvenim kolegom Jodyjem Scheckterjem.
Villeneuve se je smrtno ponesrečil v trčenju pri 200 km/h z dirkačem Marcha, Jochenom Massom, na treningu pred Veliko nagrado Belgije 1982 v Zolderju. Nesreča se je pripetila le dva tedna po hudem sporu z moštvenim kolegom Didierom Pironijim glede Pironijevega prehitevanja Villeneuva na Veliki nagradi San Marina v Imoli. V času smrti je bil Villeneuve zelo priljubljen tako med gledalci Formule 1, kot tudi med žurnalisti, na katere je imela njegova smrt globok vpliv. Od sezone 1982 je postal ikona v zgodovini Formule 1, znan po izjemni kontroli dirkalnika, agresivnem dirkanju in po tem, da ni nikoli odnehal. Njegov sin, Jacques Villeneuve, je postal prvak Formule 1 v sezoni 1997.

## Privatno življenje in zgodnja leta
Villeneuve se je rodil v mestecu Richelieu, ki leži v francosko govoreči kanadski provinci Quebec, odrasel je pa v bližnjem mestu Berthierville. Leta 1970 se je poročil z Joann Barthe, s katero je imel dva otroka, Jacquesa in Melanie. V zgodnjih letih kariere je med dirkaško sezono Villeneuve peljal družino s seboj v avtodomu, kar je do določene mere nadaljeval tudi med dirkanjem v Formuli 1. Pogosto je trdil, da se je rodil leta 1952. Ko se je prebil v Formulo 1 je bil star že 27 let, zato je temu odvzel dve leti in se s tem poskušal izogniti pripombam, da je že prestar za uspeh v najvišjem razredu motošporta.
Kot nekateri drugi veliki dirkači, tudi Clark in Senna, je bil Villeneuve mešanica navidez neskladnih tipov osebnosti. Lauda je o njem povedal: »Bil je najbolj nor hudič, kar sem jih kdaj zasledil v Formuli 1... Dejstvo da je bil za tem občutljiv in ljubeč karakter, namesto vzkipljivega nastopača, ga naredi unikatnega.« Ne glede na vrsto, v letenju, dirkanju z motornimi sanmi po snegu ali z dirkalnikom po progi, je vedno tvegal veliko. Toda njegovi nasprotniki na stezi so vedno trdili, da je bil nepredstavljivo pošten in ni nikoli ogrozil varnosti nobenega drugega, razen sebe, ljudje ki so delali z njim pa ga opisujejo kot introvertiranega. Ta kombinacija karakternih lastnosti ga je naredila zelo priljubljenega, ne le med gledalci, ampak tudi med moštvenimi kolegi in celo dirkaškimi nasprotniki.
Njegov mlajši brat Jacques, znan kot stric Jacques, je imel tudi uspešno dirkaško kariero v Formuli Atlantic, Can Amu in CARTu. Gillesov sin, tudi Jacques, je zmagal na prestižni dirki Indianapolis 500 ter osvojil naslova v seriji CART leta 1995 ter v Formuli 1 v sezoni 1997.

## Dirkaška kariera

### Pred Formulo 1
Villeneuve je pričel dirkati na lokalnih dirkah s svojim cestnim avtomobilom, predelanim Fordom Mustang 1967. Toda tega se je kmalu naveličal in se vpisal v dirkaško šolo Jima Russella na dirkališču Mont Tremblant, da bi pridobil dirkaško licenco. Zelo uspešen je bil v quebeškem regionalnem prvenstvu serije Formula Ford, kjer je z lastnim dve leti starim dirkalnikom zmagal na sedmih od desetih dirk. Naslednje leto je napredoval v serijo Formula Atlantic, kjer je dirkal štiri sezone, eno s svojim dirkalnikom. Zmagal je na prvi dirki Atlantic leta 1975 na dirkališču Gimli Motosport Park v hudem nalivu. V sezoni 1976 je z moštvom Chrisa Harrisona, Ecurie Canada, in inženirjem Marcha Rayem Wardellom zmagal na vseh dirkah, razen na eni in osvojil naslova ZDA in Kanade. Naslov Kanade je osvojil še enkrat v sezoni 1977.
V začetku kariere je imel Villeneuve stalne težave s pomanjkanjem denarja. Bil je profesionalni dirkač od poznih najstniških let brez drugega vira prihodka. V prvih nekaj letih je večino svojega prihodka dobil iz dirk z motornimi sanmi, kjer je bil izredno uspešen in je dobil plačano tako sodelovanje na dirki, kot tudi dirkanje. Njegova druga sezona v Formuli Atlantic je bila delno sponzorirana s strani njegovega pokrovitelja iz serije dirkanja po snegu, Skiroule. Nekaj svojega uspeha je pripisoval ravno dirkanju na snegu: »Vsako zimo je bilo potrebno računati na tri ali štiri velike nesreče - govorim o tem da te vrže na led pri 180 km/h. Motorne sani so zelo drsele, kar me je veliko naučilo o kontroli. In vidljivost je bila katastrofalna! Če nisi bil v vodstvu, nisi mogel nič videti zaradi pršečega se snega. To te prisili, da se naučiš hitro reagirati - in zaradi tega nisem imel težav z dirkanjem v dežju.«

### Formula 1
Po tem, ko je Villeneuve navdušil McLarnovega dirkača Jamesa Hunta s tem, da je premagal njega in tudi nekaj ostalih zvezd Formule 1 na dirkah Formule Atlantic na dirkališču Trois Rivieres, mu je McLaren ponudil možnost dirkanja na petih dirkah v tretjem dirkalniku v sezoni 1977 in mladi Kanadčan je debitiral na Veliki nagradi Velike Britanije. Villeneuve se je kvalificiral na občudovanja vredno deveto mesto s starim McLarnom M23 med druga dirkača McLarna, Hunta in Jochena Massa. Dirko je začel z zaostankom dveh krogov zaradi okvarjenega merilnika temperature, toda dirkal je dobro in s petim najhitrejšim krogom končal na enajstem mestu. Kljub temu se mu je moštvo odpovedalo. Kmalu za tem, avgusta 1977, se je Villeneuve srečal s Enzom Ferrarijem in Villeneuve ga je opomnil na legendarnega Tazia Nuvolarija. Ferrarija je Villeneuve pritegnil in Niki Lauda, ki si je že zagotovil naslov, mu je prepustil mesto v moštvu od domače Velike nagrade Kanade. Gilles je na dirki odstopil, po tem ko je na olju drugega dirkača zletel s steze. Dirkal je nato tudi na naslednji dirki, zadnji v sezoni, za Veliko nagrado Japonske, toda tudi tu je odstopil. V petem krogu je želel prehiteti Ronnieja Petersona s Tyrrellom P34, toda ni mu uspelo in trčila sta. Gillesov Ferrari je dvignilo v zrak in zletel je na dva gledalca, ki sta gledala dirko na prepovedanem mestu. Oba sta umrla.
Po debiju s Ferrarijem je povedal: »Če bi mi nekdo dejal da imam tri želje, bi bila prva da bi bil dirkač, druga da bi dirkal v Formuli 1 in tretja, da bi dirkal za Ferrari...«
Sezona 1978 se je za Villeneuva začela z množico odstopov, pogosto zaradi problemov z novimi radialnimi pnevmatikami Michelin, pa tudi zaradi njegove neizkušenosti, saj je bila to šele njegova peta dirkaška sezona. Kljub pozivom v italijanskem tisku naj ga zamenjajo, je Ferrari vztrajal z njim in Villeneuve je osvojil svojo prvo zmago na domači dirki za Veliko nagrado Kanade ob koncu sezone in pred navdušenimi navijači.
Za sezono 1979 se je Villeneuvu pri Ferrariju pridružil Jody Scheckter, Carlos Reutemann pa je prestopil v Lotus. Končala sta na prvih dveh mestih v prvenstvu, Scheckter je premagal Villeneuva za vsega štiri točke. Villeneuve je zmagal na treh dirkah v sezoni. Toda sezona 1980 je bila popolna polomija. Britanske stavnice so Villeneuva štele za favorita za naslov, toda zbral je le borih šest točk v slabem dirkalniku Ferrari 312T5, ki je le delno sledil novim smernicam izrabljanja podtlaka. Njegov moštveni kolega pa je zmogel eno samo točko in se po koncu prvenstva upokojil.
V sezoni 1981 je Ferrari prvič nastopil s turbo motorjem, Ferrari 126C1 pa ni pomenil velikega koraka naprej. Kljub temu, da je bil sposoben proizvajati izjemno moč, je bil zelo slabo obvladljiv. Villeneuve, z novim moštvenim kolegom, Didierom Pironijem, je kljub slabim možnostim uspel zmagati na dveh dirkah, Velikih nagradah Monaka in Španije. Prvih nekaj dirk v sezoni 1982 je Villeneuve zaradi tehničnih okvar in trčenj končal z odstopom. Na Veliki nagradi San Marina je Villeneuva kljub drugačnem dogovoru prehitel moštveni kolega Pironi tik pred ciljem in zmagal. Gilles Villeneuve se je smrtno ponesrečil ob nesreči na kvalifikacijah pred naslednjo dirko za Veliko nagrado Nizozemske v Zolderju.

## Najznamenitejše dirke
»Tega dvoboja z Gillesom ne bom nikoli pozabil. Na tak način lahko z nekom dirkaš le, če mu popolnoma zaupaš, takšnih kot je on pa ni veliko. Res je, da me je premagal, in to v Franciji, toda to me ni motilo, ker vem, da me je premagal najboljši dirkač na svetu.«

René Arnoux o Veliki nagradi Francije 1979
Dijon 1979: Nepozabni Villeneuvov stil vožnje, ki je zaradi vožnje na meji bolj spominjal na reli in njegov dvoboj kolo ob kolesu z Renéjem Arnouxom v zadnjih krogih Velike nagrade Francije na dirkališču Dijon, ko Villeneuve trmasto ni hotel sprejeti dejstva, da je njegov dirkalnik Ferrari 312T4 preprosto počasnejši kot Arnouxov Renault. Ta dvoboj je bil eden najlepših v zgodovini Formule 1. Arnoux je prehitel Villeneuva in se prebil na drugo mesto tri kroge pred koncem dirke, toda Villeneuve ga je prehitel že v naslednjem krogu. V zadnjem krogu je Arnoux poskusil znova in oba sta peljala kolo ob kolesu skozi več ovinkov in se tudi večkrat dotaknila s kolesi. Arnouxu je uspelo priti nazaj na drugo mesto, toda Villeneuve je takoj spet napadel Arnouxa po zunanji strani. Dirkalnika sta trčila in Villeneuva je odneslo široko skozi ovinek. Villeneuve je poskusil ponovno, tokrat po notranji strani v ovinku zanka, in Arnouxa prehitel ter še uspešno zadrževal drugo polovico kroga in si tako zagotovil drugo mesto.
Zandvoort 1979: Villeneuvova neizmerna odločnost se je pokazala, ko je zletel s steze in pri tem se mu je predrla zadnja leva pnevmatika, toda kljub temu se je vrnil na stezo in peljal po treh, na momente celo dveh, kolesih. Pri tem mu je najprej odpadla gumasta plast pnevmatike, nato pa še platišče, ki ga je nekaj časa vlekel za sabo, kar je povzročalo močno iskrenje za dirkalnikom. Kasneje je moral vseeno odstopiti.
Watkins Glen 1979: Na izredno razmočenem petkovem treningu je Villeneuve postavil najboljši čas z izjemno prednostjo enajstih sekund pred vsemi ostalimi. Moštveni kolega Jody Scheckter, ki je dosegel drugi čas, je povedel: »Tistega dne sem priganjal dirkalnik do skrajnih meja. Pričakoval sem, da bom najhitrejši. Nato sem videl Gillov čas - in še vedno ne morem razumeti kako je to mogoče. Enajst sekund!« Jacques Laffite se je po treningu le smejal in povedal: »Zakaj se sploh trudimo? Gilles je drugačen od ostalih dirkačev, je na povsem drugem nivoju!«
Jarama 1981: Morda Villeneuvova najboljša dirka sploh, v Jarami, kjer se je boril s povprečnim Ferrarijem 126C1 (predvsem slabim glede aerodinamike in šasije) do zmage s klasično obrambno vožnjo na Veliki nagradi Španije. Od štarta do cilja je zadrževal pet hitrejših dirkačev za sabo z odlično taktično vožnjo v ovinkih in hitrim dirkanjem po ravnini. Po uri in 46 minutah je Villeneuve zmagal pred Jacquesom Laffitom le za 0.22 sekunde. Petouvrščeni Elio de Angelis pa je zaostajal vsega dobro sekundo. Harvey Postlethwaite, konstruktor dirkalnika 126C, je kasneje komentiral: »Dirkalnik je ustvarjal dobesedno le četrtino podtlaka, ki sta ga lahko ustvarjala Williams ali Brabham. Res je imel nekoliko močnejši motor od Coswortha, toda imel je tudi večjo zakasnitev pri dodajanju plina. Glede samih dirkaških sposobnosti mislim, da je bil Gilles na povsem drugem nivoju, kot ostali dirkači. Da je zmagal ti dve dirki, Veliki nagradi Monaka in Španije v sezoni 1981 na takšnih zavitih dirkališčih, je bilo res nekaj izjemnega. Namreč vem, kako slab dirkalnik smo imeli.«
Montreal 1981: Še en primer Villeneuvovega velikega borbenega duha je bila ta vožnja v hudem nalivu. Po tem ko je huje poškodoval svoje sprednje krilce, je Villeneuve odpeljal večino dirke z omejenim pogledom naprej. Sicer je bilo tveganje, da bi dobil črno zastavo, toda sprednje krilce je sčasoma odpadlo in Villeneuve je osvojil tretje mesto z dirkalnikom brez nosu.

## Spor s Pironijem
Villeneuve je začel sezono 1982 kot favorit za naslov prvaka. Med strokovnjaki je veljal kot najboljši dirkač tistega časa v Formuli in Ferrari je z novim dizajnerjem Harveyjem Postlethwaitom pripravil odličen dirkalnik. Po slabem začetku je bil Villeneuve v vodstvu na Veliki nagradi San Marina in po dogovoru v moštvu se Villeneuve in Didier Pironi ne bi napadala po zadnjem ovinku. Toda Pironi je ta dogovor prekršil in prehitel Villeneuva tik pred ciljem. Villeneuve je verjel, da se bo Pironi držal dogovora, zato ni več dirkal na polno, saj je mislil da ima zmago že zagotovljeno. Izdan in besen je Villeneuve zabrusil Pironiju, da ne bo nikoli več govoril z njim.

## Smrtna nesreča
8. maja 1982, v svojem zadnjem krogu kvalifikacij pred Veliko nagrado Belgije v Zolderju, je Villeneuve s sprednjim levim kolesom trčil z desnim zadnjim kolesom Jochena Massa, ki se je umikal Villeneuvu, da bi ga ta lahko prehitel. Villeneuve pa ga je ravno po tisti strani želel prehiteti in njegov dirkalnik je dvignilo, nato pa je dirkalnik z nosom priletel na zemljo ob progi. Trčenje je bilo tako močno, da je od dirkalnika ostala le školjka, Villeneuva pa je skupaj s sedežem vrglo čez progo v ograjo. Ob prihodu reševalne ekipe ni več dihal. Poskušali so ga rešiti, toda utrpel je smrtne poškodbe. Umrl je tistega večera v lokalni bolnišnici, smrtne poškodbe pa je verjetno utrpel ob prvem trčenju dirkalnika s tlemi. Če njegova smrt ni bila ravno veliko presenečenje (vsi so poznali njegov stil vožnje), pa je vseeno povzročila globoko žalost. Celo njegov rival René Arnoux je povedal, da je jokal, ko je izvedel za Gillesovo smrt.

## Zapuščina
Villeneuve je postal ikona že pred smrtno nesrečo. Njegova odločenost, da zmaga, je bila vidna v pogostem prekrmarjenju dirkalnika in pogostih dotikih s kolesi ob borbi s sotekmovalci. To ga je približalo množicam, pa tudi kombinacija neobičajne odprtosti in iskrenosti z mediji. Po tragični smrti Ronnieja Petersona, je Villeneuve prevzel oznako najhitrejšega voznika med aktivnimi dirkači.
Na Gillesovem pogrebu v Berthiervillu je njegov nekdanji moštveni kolega, Jody Scheckter povedal: »Gillesa bom pogrešal iz dveh razlogov. Prvič, ker je najhitrejši dirkač v zgodovini motošporta. In drugič, ker je bil najbolj pristen in iskren človek, ki sem ga kadarkoli poznal. Toda ne bo pozabljen. Spomin na njegove dosežke bo ostal za vedno.«
Villeneuvov spektakularni stil dirkanja je med ljubitelji Formule 1 še zmeraj označen kot umetnost. Še vedno se ga spominjajo gledalci na dirkah, še posebej v Italiji. Ob vhodu na Ferrarijevo testno stezo stoji Gillesov doprsni kip. Zahteven ovinek na stezi v Imoli, kjer poteka Velika nagrada San Marina se po njem imenuje Curva Gilles Villeneuve. Na štartnem mestu, kjer je začel svojo zadnjo dirko Formule 1 je slika kanadske zastave.
Dirkališče na otoku Notre-Dame v Montrealu, kjer poteka Velika nagrada Kanade, je bilo po njegovi smrtni nesreči poimenovano po njem, Circuit Gilles Villeneuve. Tudi njegova domovina ga je počastila. Leta 1992 so mu v Berthiervillu odprli muzej ter postavili kip v bližnjem parku, ki se tudi imenuje po njem. Villeneuva so 19. avgusta 1993 sprejeli v kanadsko hišo slavnih dirkačev na slovesnosti v hotelu Four Seasons v Torontu. Leta 1997 je Kanada izdala serijo znamk z njegovim motivom.
Še vedno je veliko povpraševanje po Villeneuvovih spominkih v trgovinah ob dirkališčih, o njem pa so bile napisane tudi številne knjige. Številko 27, ki jo je več let nosil pri Ferrariju, navijači še vedno povezujejo z njim. Film, temelječ na njegovi biografiji, ki jo je napisal Gerald Donaldson, je bil napovedan leta 2005, predvajan pa naj bi bil leta 2007.

## Čelada
Villeneuva čelada je nosila posebej oblikovano rdečo črko 'V' na straneh - po zamisli njegove žene Joann. Prevladujoča barva pa je bila črna. Njegov sin, Jacques, je uporabljal podobno zasnovo, toda podobno kot Christian Fittipaldi, je spremenil le barve.

## Popolni rezultati Formule 1
(legenda) (odebeljene dirke pomenijo najboljši štartni položaj, poševne pa najhitrejši krog, †-uvrščen kljub odstopu)
| Leto | Moštvo                | Šasija        | Motor           | 1        | 2       | 3        | 4        | 5       | 6     | 7       | 8       | 9      | 10     | 11      | 12      | 13      | 14      | 15      | 16     | 17      | Prv | Toč     |
| ---- | --------------------- | ------------- | --------------- | -------- | ------- | -------- | -------- | ------- | ----- | ------- | ------- | ------ | ------ | ------- | ------- | ------- | ------- | ------- | ------ | ------- | --- | ------- |
| 1977 | Marlboro Team McLaren | McLaren M23   | Cosworth V8     | ARG      | BRA     | JAR      | ZZDA     | ŠPA     | MON   | BEL     | ŠVE     | FRA    | VB 11  | NEM     | AVT     | NIZ     | ITA     | ZDA     |        |         | 36. | 0       |
| 1977 | Scuderia Ferrari      | Ferrari 312T2 | Ferrari Flat-12 |          |         |          |          |         |       |         |         |        |        |         |         |         |         |         | KAN 12 | JAP Ret | 36. | 0       |
| 1978 | Scuderia Ferrari      | Ferrari 312T2 | Ferrari Flat-12 | ARG 8    | BRA Ret |          |          |         |       |         |         |        |        |         |         |         |         |         |        |         | 10. | 17      |
| 1978 | Scuderia Ferrari      | Ferrari 312T3 | Ferrari Flat-12 |          |         | JAR Ret  | ZZDA Ret | MON Ret | BEL 4 | ŠPA 10  | ŠVE 9   | FRA 12 | VB Ret | NEM 8   | AVT 3   | NIZ 6   | ITA 7   | ZDA Ret | KAN 1  |         | 10. | 17      |
| 1979 | Scuderia Ferrari      | Ferrari 312T3 | Ferrari Flat-12 | ARG Ret  | BRA 5   |          |          |         |       |         |         |        |        |         |         |         |         |         |        |         | 2.  | 47 (53) |
| 1979 | Scuderia Ferrari      | Ferrari 312T4 | Ferrari Flat-12 |          |         | JAR 1    | ZZDA 1   | ŠPA 7   | BEL 7 | MON Ret | FRA 2   | VB 14  | NEM 8  | AVT 2   | NIZ Ret | ITA 2   | KAN 2   | ZDA 1   |        |         | 2.  | 47 (53) |
| 1980 | Scuderia Ferrari      | Ferrari 312T5 | Ferrari Flat-12 | ARG Ret  | BRA 16  | JAR Ret  | ZZDA Ret | BEL 6   | MON 5 | FRA 8   | VB Ret  | NEM 6  | AVT 8  | NIZ 7   | ITA Ret | KAN 5   | ZDA Ret |         |        |         | 12. | 6       |
| 1981 | Scuderia Ferrari      | Ferrari 126CK | Ferrari V6      | ZZDA Ret | BRA Ret | ARG Ret  | SMR 7    | BEL 4   | MON 1 | ŠPA 1   | FRA Ret | VB Ret | NEM 10 | AVT Ret | NIZ Ret | ITA Ret | KAN 3   | LVE DSQ |        |         | 7.  | 25      |
| 1982 | Scuderia Ferrari      | Ferrari 126C2 | Ferrari V6      | JAR Ret  | BRA Ret | ZZDA DSQ | SMR 2    | BEL DNS | MON   | VZDA    | KAN     | NIZ    | VB     | FRA     | NEM     | AVT     | ŠVI     | ITA     | LVE    |         | 16. | 6       |